# Os Replicantes
Os Replicantes est un groupe brésilien de punk rock, originaire de Porto Alegre, dans le Rio Grande do Sul.

## Histoire
Le 16 mai 1984, avec Wander Wildner (chant), Cláudio Heinz (guitare), Heron Heinz (basse) et Carlos Gerbase (batterie), le groupe se produit professionnellement pour la première fois au Bar Ocidente à Porto Alegre. En 1984, ils enregistrent le morceau Nicotina dans un studio de jingle à quatre canaux, avec l'aide du producteur de musique Carlos Eduardo Miranda. Ils présentent la chanson à la toute nouvelle Ipanema FM, qui l'inclut dans son programme. En 1985, ils commencent à donner plus de concerts, enregistrent un clip pour Nicotina, le premier dans l'histoire du rock du Rio Grande do Sul, et décident d'enregistrer leur premier album : un double CD (vinyle) avec quatre morceaux : Nicotina, Rockstar, O Futuro é Vórtex et Surfista Calhorda. L'album est distribué par leur propre label, Vórtex. Le CD sort indépendamment dans plusieurs villes brésiliennes et se vend à 2 000 exemplaires. En 2006, ils comptent dix albums, deux cassettes vidéo, un DVD et ont fait deux tournées en Europe.
En 2024, Os Replicantes annonce un concert commémoratif pour célébrer ses 40 ans d'histoire, réunissant tous les membres qui font partie du groupe au fil des ans. Le concert est à l'origine prévu le 16 mai au Bar Opinião à Porto Alegre, date à laquelle le groupe a fait ses débuts en 1984. Cependant, en raison des inondations qui touchent Porto Alegre, le concert est reporté et a lieu le 15 août, les billets ayant été vendus. En raison de ce report, la première du concert commémoratif a finalement lieu à São Paulo, au Sesc Avenida Paulista. À São Paulo, le groupe se produit à deux dates, les 5 et 6 juillet, qui affichent toutes affiché complet bien à l'avance,.
Dans le cadre des célébrations, une exposition immersive sur l'histoire du groupe est inaugurée au  Museu do Trabalho (Musée du travail) en mars 2024. Intitulée Os Replicantes 1984/2024, l'exposition retrace la trajectoire du groupe à travers des articles de journaux, des photographies, des affiches de concerts, des manuscrits de paroles originales, des vêtements, des accessoires et des disques. L'une des salles du musée présente une série de clips inédits, non disponibles sur YouTube. L'exposition, produite et organisée par la journaliste et productrice du groupe, Paola Oliveira, devait être présentée jusqu'au 19 mai, mais elle est interrompue en raison des inondations,,,.

## Discographie

### Albums studio
- 1986 : O Futuro é Vortex
- 1987 : Histórias de Sexo e Violência
- 1989 : Papel de Mau
- 1991 : Andróides Sonham com Guitarras Elétricas
- 2001 : A Volta dos que Não Foram
- 2003 : Go Ahead
- 2004 : Em Teste
- 2006 : Old School Veterans Braziliasta
- 2010 : 2010
- 2018 : Libertà

### Albums live
- 1996 : Os Replicantes: Ao Vivo
- 2000 : Os Replicantes: Ao Vivo

### EP
- 1985 : Os Replicantes[8]

### Singles
- 2013 : O Inverno está Chegando[9]
- 2017 : Libertà / Punk de Boutique[10]

### Compilations
- 1984 : Rock Garagem
- 1986 : Rock Grande do Sul
- 1987 : Perdidos na Noite do Rock
- 1987 : A invasão dos Nodrus
- 1993 : Rock: Acervo Especial
- 1994 : A Música de Porto Alegre: Rock
- 1995 : Capitão Vortex
- 1998 : Ipanema FM: as 15 mais
- 1999 : Hot 20
- 1999 : IstoÉ: Show Pop Rock Brasil vol. 3
- 2000 : Sul Music
- 2001 : Um Século de Música no RS
- 2003 : Atlântida Rock
- 2004 : Festival Demo-Sul 2004
- 2012 : O novo, o velho e todos feios
- 2016 : Volume 11
- 2017 : Um Futuro a temer
- 2017 : Post Generation
- 2020 : Coletânea Antifascista